# کوهشتورف
کوهشتورف (به آلمانی: Kuhstorf) یک شهر در آلمان است که در لودویگسلوست-پارشیم واقع شده‌است. کوهشتورف ۸۰۵ نفر جمعیت دارد.